# Halle de Gimont
La halle de Gimont est une « halle-rue » au centre de la commune de Gimont, dans le Gers, remontant au XIVe siècle.

## Histoire

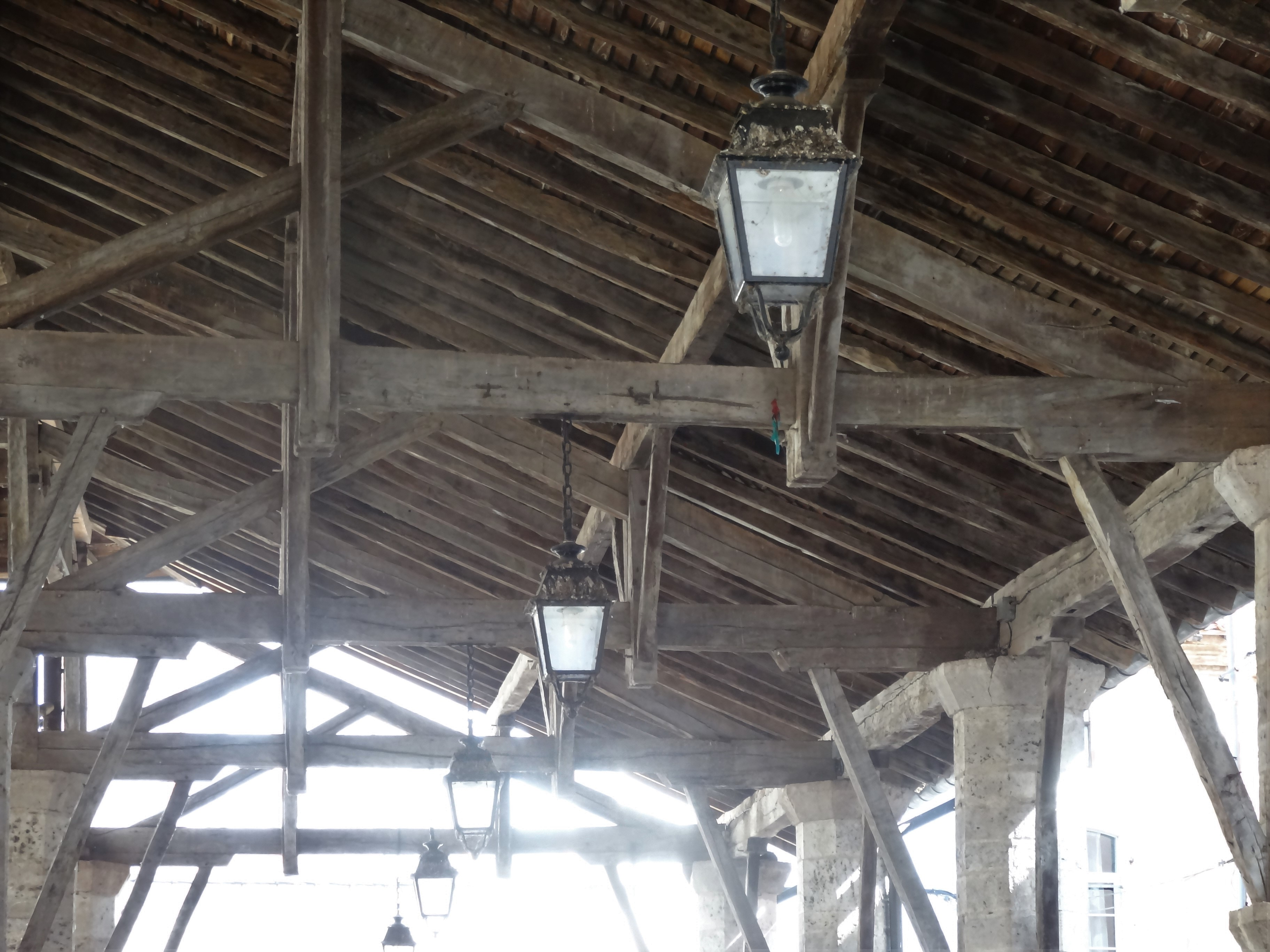
La charpente.

Gimont est une bastide créée en 1265 par un acte de paréage passé entre l’abbé de l’abbaye de Planselve et le sénéchal d’Alphonse de Poitiers. La construction de la halle semble remonter à 1331, selon une date gravée sur un pilier nord-est.
La halle est remaniée et rehaussée en 1755, puis en 1875.
Son rôle est toujours d’abriter les marchés, notamment celui des palmipèdes, oies et canards, dont Gimont s’est fait une spécialité, d’où son nom de halle au gras. On peut encore y voir d’anciennes mesures à grains.
La halle a été rénovée en 2009. 
La halle est inscrite au titre des monuments historiques le 7 décembre 1972.

## Architecture
La halle se trouve sur une place rectangulaire au centre de la ville, orientée nord-ouest - sud-ouest. Elle est constituée d’une charpente reposant sur deux doubles rangées de 7 piliers octogonaux en pierre, formant trois nefs. La nef centrale, la plus large, enjambe la rue principale (la rue Nationale). Cette charpente en chêne couvre quelque 1 000 mètres carrés avec un toit en tuiles canal à 4 pentes.